# Heliotropium elongatum
Heliotropium elongatum är en strävbladig växtart som beskrevs av Carl Ludwig von Willdenow och Adelbert von Chamisso. Heliotropium elongatum ingår i Heliotropsläktet som ingår i familjen strävbladiga växter. Inga underarter finns listade i Catalogue of Life.